# Encyclops californica
Encyclops californica är en skalbaggsart som beskrevs av Van Dyke 1920. Encyclops californica ingår i släktet Encyclops och familjen långhorningar. Inga underarter finns listade i Catalogue of Life.